# Marcenais

Marcenais este o comună în departamentul Gironde din sud-vestul Franței. În 2009 avea o populație de 683 de locuitori.

## Evoluția populației
| An        | 1975 | 1982 | 1990 | 1999 | 2006 | 2009 |
| --------- | ---- | ---- | ---- | ---- | ---- | ---- |
| Populație | 359  | 522  | 527  | 595  | 661  | 683  |